# Jacques Varennes
Pour les articles homonymes, voir Varennes.
Louis-Henri André, dit Jacques Varennes, est un acteur français, né le 8 novembre 1894 à Mantes-la-Jolie et mort le 6 septembre 1958 à Saint-Cloud.

## Biographie
Il débute dans des courts-métrages muets à la fin des années 1900. Après une interruption de vingt-deux ans, il reprend sa carrière d'acteur.
À partir des années 1940, il tournait souvent avec Sacha Guitry. Dans le générique parler de La Poison (1951), Guitry le présente ainsi : « Vous jouez si bien la comédie, Jacques Varennes, qu'on croirait que vous êtes à la Comédie française [...] ».
Il est inhumé au cimetière parisien de La Chapelle (division 4). Il avait épousé Raymonde Devarennes (1919-1991).

## Filmographie

### Cinéma

#### Années 1900
- 1909 : Le Boucher de Meudon : Lauriot
- 1909 : Le Roman d'une jeune fille pauvre
- 1909 : L'Aïeuil
- 1909 : Pauvre gosse  d'Émile Cohl
- 1909 : Les Chasseurs de fourrures de Jean Durand

#### Années 1930
- 1930 : Les Vacances du diable de Alberto Cavalcanti
- 1930 : Fra Diavolo de Mario Bonnard
- 1931 : Les Amours de minuit de Augusto Genina et Marc Allégret
- 1931 : Le Disparu de l'ascenseur de Giulio Del Torre
- 1931 : Après l'amour de Léonce Perret
- 1932 : Conduisez-moi Madame de Herbert Selpin : M. de Saurin
- 1932 : Criez-le sur les toits de Karl Anton
- 1934 : La Maison du mystère de Gaston Roudès
- 1934 : Le Bossu de René Sti
- 1934 : Le Petit Jacques de Gaston Roudès
- 1934 : Une nuit de folies de Maurice Cammage
- 1934 : Chansons de Paris de Jacques de Baroncelli
- 1935 : Le Bébé de l'escadron de René Sti
- 1935 : Un soir de bombe de Maurice Cammage
- 1935 : Brevet 95-75 de Pierre Lequim
- 1935 : Jim la Houlette de André Berthomieu
- 1936 : Un de la légion de Christian-Jaque
- 1936 : La Joueuse d'orgue de Gaston Roudès
- 1936 : Concurrence de Walter Kapps - court métrage -
- 1937 : Enfants de Paris de Gaston Roudès
- 1937 : La Tour de Nesle de Gaston Roudès
- 1937 : Le Fraudeur de Léopold Simons
- 1937 : L'Innocent de Maurice Cammage
- 1937 : Un meurtre a été commis de Claude Orval
- 1937 : L'Affaire du courrier de Lyon de Maurice Lehmann : Gohier
- 1938 : Prince Bouboule de Jacques Houssin
- 1938 : Gosse de riche de Maurice de Canonge
- 1938 : La Rue sans joie de André Hugon
- 1938 : Le Patriote de Maurice Tourneur
- 1939 : Fric-Frac de Maurice Lehmann : Tintin
- 1939 : Pièges de Robert Siodmak : Maxime
- 1939 : Saturnin de Marseille de Yvan Noé
- 1939 : Une main a frappé de Gaston Roudès

#### Années 1940
- 1940 : Finance noire de Félix Gandéra
- 1941 : Le Destin fabuleux de Désirée Clary de Sacha Guitry : Bernadotte
- 1941 : Péchés de jeunesse de Maurice Tourneur
- 1942 : La Duchesse de Langeais de Jacques de Baroncelli.
- 1942 : Nadia la femme traquée de Claude Orval : Rouaumont
- 1942 : L'Ange gardien de Jacques de Casembroot
- 1942 : Ne le criez pas sur les toits de Jacques Daniel-Norman
- 1943 : Monsieur des Lourdines de Pierre de Hérain [2]
- 1943 : Les Roquevillard de Jean Dréville : Maître Frasne
- 1943 : Vautrin de Pierre Billon : le rôle du juge Granville [3]
- 1943 : La Malibran de Sacha Guitry
- 1944 : De Jeanne d'Arc à Philippe Pétain de Sacha Guitry (documentaire) [4]
- 1945 : Paméla, de Pierre de Hérain
- 1945 : Échec au roy de Jean-Paul Paulin : le duc de Montgobert
- 1947 : L'Aigle à deux têtes de Jean Cocteau
- 1948 : Le Diable boiteux de Sacha Guitry

#### Années 1950
- 1950 : Orphée de Jean Cocteau : un juge
- 1950 : Meurtres ? de Richard Pottier : Hervé Annequin
- 1951 : Caroline chérie de Richard Pottier : Le marquis de Bièvre
- 1951 : La Poison de Sacha Guitry : le procureur
- 1953 : Le Chemin de la drogue de Louis S. Licot : Garbo
- 1953 : Mandat d'amener de Pierre Louis : le procureur
- 1954 : Si Versailles m'était conté… de Sacha Guitry : Colbert
- 1954 : L'Affaire Maurizius de Julien Duvivier : le juge d'instruction
- 1954 : Le Rouge et le Noir de Claude Autant-Lara : le président du tribunal
- 1955 : Les Diaboliques de Henri-Georges Clouzot : Bridoux, un professeur
- 1955 : Napoléon de Sacha Guitry : Boissy d'Anglas
- 1956 : Une fille épatante de Raoul André
- 1956 : Si Paris nous était conté de Sacha Guitry : Scherer
- 1956 : Les carottes sont cuites de Robert Vernay
- 1956 : Paris Canaille de Pierre Gaspard-Huit
- 1957 : Assassins et Voleurs de Sacha Guitry : le Président des Assises
- 1957 : L'Étrange Monsieur Steve de Raymond Bailly : Arthur, le valet

### Télévision
- 1952 : Sous les yeux de verre de Gilles Margaritis
- 1956 : En votre âme et conscience, épisode L'Affaire de Vaucroze de Jean Prat
- 1956 : En votre âme et conscience, épisode L'Affaire de Bitremont de Jean Prat et Claude Barma
- 1957 : En votre âme et conscience, épisode : L'affaire Gouffé de  Claude Barma

## Théâtre
- 1927 : Berlioz de Charles Méré, mise en scène Émile Couvelaine, Théâtre de la Porte-Saint-Martin
- 1928 : Napoléon IV de Maurice Rostand, mise en scène Émile Couvelaine, Théâtre de la Porte-Saint-Martin
- 1931 : La Prochaine ? d'André-Paul Antoine, Théâtre Antoine
- 1933 : Lundi 8 heures de George S. Kaufman et Edna Ferber, mise en scène Jacques Baumer, Théâtre des Ambassadeurs
- 1946 : L'Aigle à deux têtes de Jean Cocteau, mise en scène Jacques Hébertot, Théâtre Hébertot
- 1948 : Tovaritch de et mise en scène Jacques Deval, Théâtre de la Madeleine
- 1955 : Kean de Jean-Paul Sartre d'après Alexandre Dumas, mise en scène Pierre Brasseur, Théâtre des Célestins
- 1955 : Gaspar Diaz de Dominique Vincent, mise en scène Claude Régy, Théâtre Hébertot
- 1957 : Vous qui nous jugez de et mise en scène Robert Hossein,  Théâtre de l'Œuvre